# Østerbro

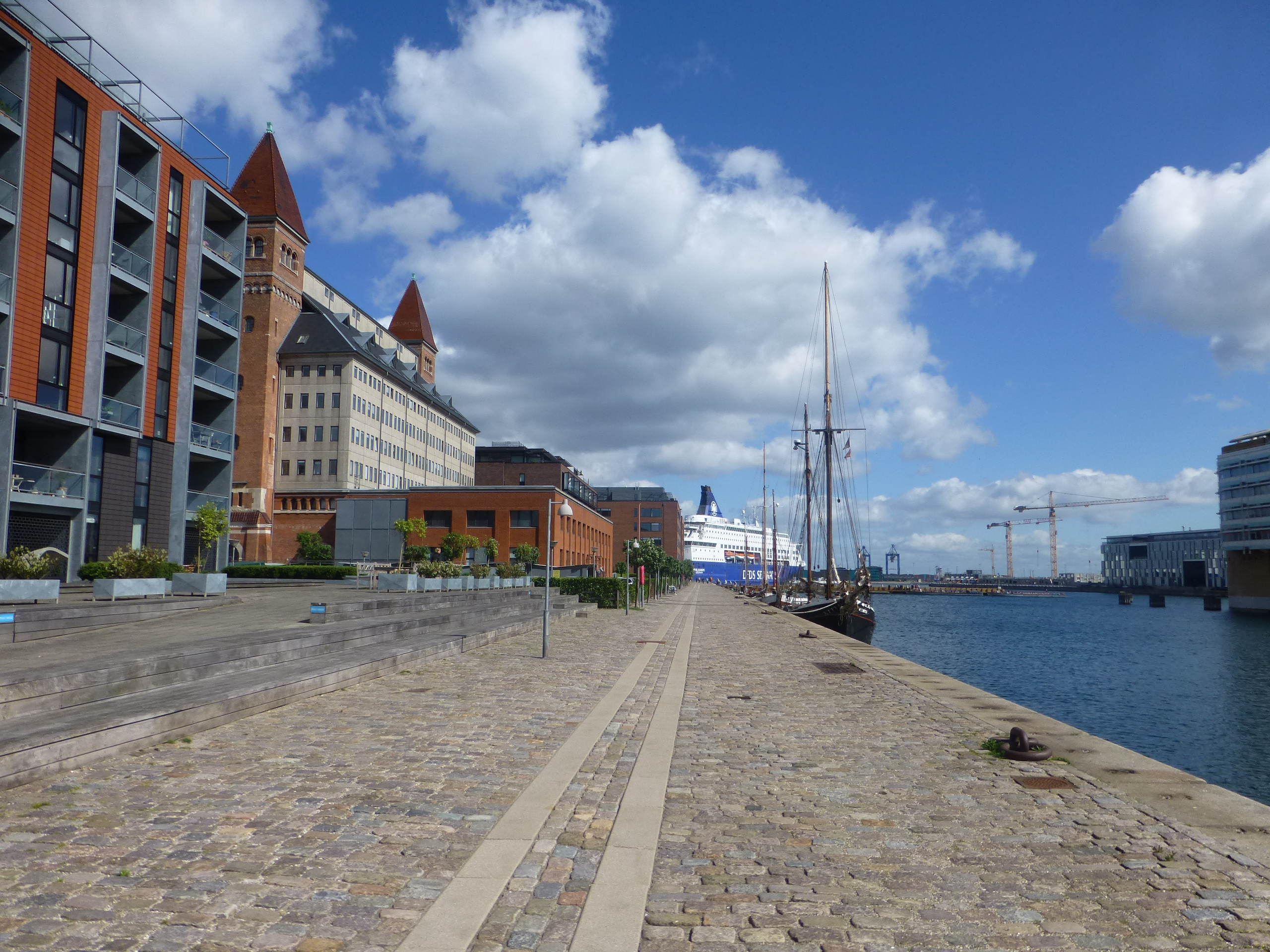
Le quai d'Østerbro donnant sur la mer Baltique.

Carte des quartiers administratifs de Copenhague :
A : Indre By
B : Østerbro
C : Nørrebro
D : Bispebjerg
E : Brønshøj-Husum
F : Vanløse
G : Valby
H : Vesterbro/Kongens Enghave
I : Amager Vest
J : Amager Øst

Østerbro est un quartier de Copenhague, la capitale et la plus grande ville du Danemark. Il est situé juste au nord du centre-ville historique de Indre By. C'est l'une des 10 quartiers administratifs de la ville de Copenhague. 

## Histoire
Cette cité commençait autrefois à la porte d'Østerport qui délimitait la vieille ville historique de Copenhague. Lorsque la ville fortifiée a été élargie à la fin du XVIIe siècle pour faire place à la nouvelle place Royale et au quartier de Sainte-Anne, la porte d'Østerport a été démantelée et une nouvelle porte construite sur un site proche de la gare d'Østerport. Le Kastellet s'élève au cœur de ce district. Østerbro est désigné comme le quartier des ambassades.

## Géographie
Le quartier d'Østerbro s'étend sur 11,84 km2. Sa population s'élève à 68 769 habitants. La population profite du parc urbain de Fælledparken, le plus grand de la capitale.
Østerbro est bordé par les districts de Hellerup au nord, Øresund et la mer Baltique à l'est et Nørrebro à l'ouest. 
Le Danmarks Meteorologiske Institut a son siège dans ce quartier. Les locaux de l'association artistique Den Frie Udstilling sont également situés dans ce quartier. Le plus grand stade de football du Danemark, le Parken Stadium s'y trouve.